# Pierfrancesco Diliberto
Pierfrancesco Diliberto (Palermo, 4 de junio de 1972) (nombre artístico Pif) es un cómico, actor, director y guionista italiano de cine y televisión.

## Cine
Hijo del director Maurizio Diliberto, comenzó en el cine en 1998, como asistente de dirección con Franco Zeffirelli en la película Té con Mussolini y posteriormente en 2000, trabajó en la película Los cien pasos (I cento passi), con Marco Tullio Giordana.
Debutó como director en 2013, con la película La mafia solo mata en verano (La mafia uccide solo d'estate), producida por Wildside y ambientada en la ciudad de Palermo, una comedia satírica sobre la mafia, de la que también fue protagonista. La cinta obtuvo el premio del Cine Europeo a la mejor comedia, de 2014. La película dio lugar a la creación de una serie con el mismo nombre que fue estrenada en 2016 en la Rai 1.
En 2016, escribió y dirigió su segundo largometraje, Amor a la siciliana (In guerra per amore) una comedia que narra el avance militar estadounidense en Sicilia durante la Segunda Guerra Mundial y en la que él vuelve a ser el principal protagonista. La película, que fue presentada en el Festival de Cine de Roma, fue un gran éxito de taquilla en Italia.

## Televisión
En 2001, empezó a colaborar en el programa de investigación televisivo Le Iene. A partir de 2007, dirige y conduce el programa documental satírico Il testimone (El testigo) en el canal MTV.